# Cilk
Cilk是一種建基於C編程語言、為平行運算而設計的泛用式程式語言。

## 設計
Cilk語言設計背後最主要概念是，程式設計人員應該負責探索程式以平行運算的可能性、分辨程式中可安全地進行平行運算的原素（特別是系統的排程器）、以及決定在程序運作時處理器之間如何分配工作。正因為這些設計時涉及的責任，使程式可運作於任何處理器數目的情形（包括只有單一個處理器時），而無需重新為特定的處理器情況重新編寫程式。
Cilk語言建基於ANSI C，並加入了部份Cilk專用的關鍵字庫，而當這些Cilk的專用關鍵字從程式碼之中抽起的時候，程式碼亦能直接被編譯成C程式。

## 外部連結
- The Cilk Project（页面存档备份，存于）